# Oslob
Oslob ist eine philippinische Stadtgemeinde in der Provinz Cebu. Sie hat 27.893 Einwohner (Zensus 1. August 2015).
Die Gemeinde liegt im Süden der Insel Cebu, etwa 117 km südlich von Cebu City und ist über Küstenschnellstraße erreichbar. Ihre Nachbargemeinden sind Boljoon im Norden, Ginatilan und Samboan im Westen, Santander im Süden. Im Osten grenzt die Gemeinde an die Mindanaosee und an die Straße von Cebu. Zum Gemeindegebiet gehört Sumilon Island, rund 18 km südlich des Gemeindezentrums.

## Baranggays
Oslob ist politisch in 21 Baranggays unterteilt.
| - Alo - Bangcogon - Bonbon - Calumpang - Canangca-an - Cañang - Can-ukban - Cansalo-ay - Daanlungsod - Gawi - Hagdan | - Lagunde - Looc - Luka - Mainit - Manlum - Nueva Caceres - Poblacion - Pungtod - Tan-awan - Tumalog |